# ماس د باربرانس
ماس د باربرانس (به اسپانیایی: Mas de Barberans) یک شهرستان در اسپانیا است که در استان تاراگونا واقع شده‌است.

## خصوصیات
ماس د باربرانس ۷۸٫۸ کیلومترمربع مساحت و ۶۶۳ نفر جمعیت دارد و ۳۴۸ متر بالاتر از سطح دریا واقع شده‌است.